# Audio Units
Audio Units (AU) — архітектура розширень систеного рівню, що постачає Core Audio в Mac OS X. AU — множина API-сервісів, що постачаються операційною системою для генерації, обробки, та отримання, або іншого маніпулювання потоками аудіо в майже-реальному-часі з мінімальною затримкою.